# مارك (دينتل)

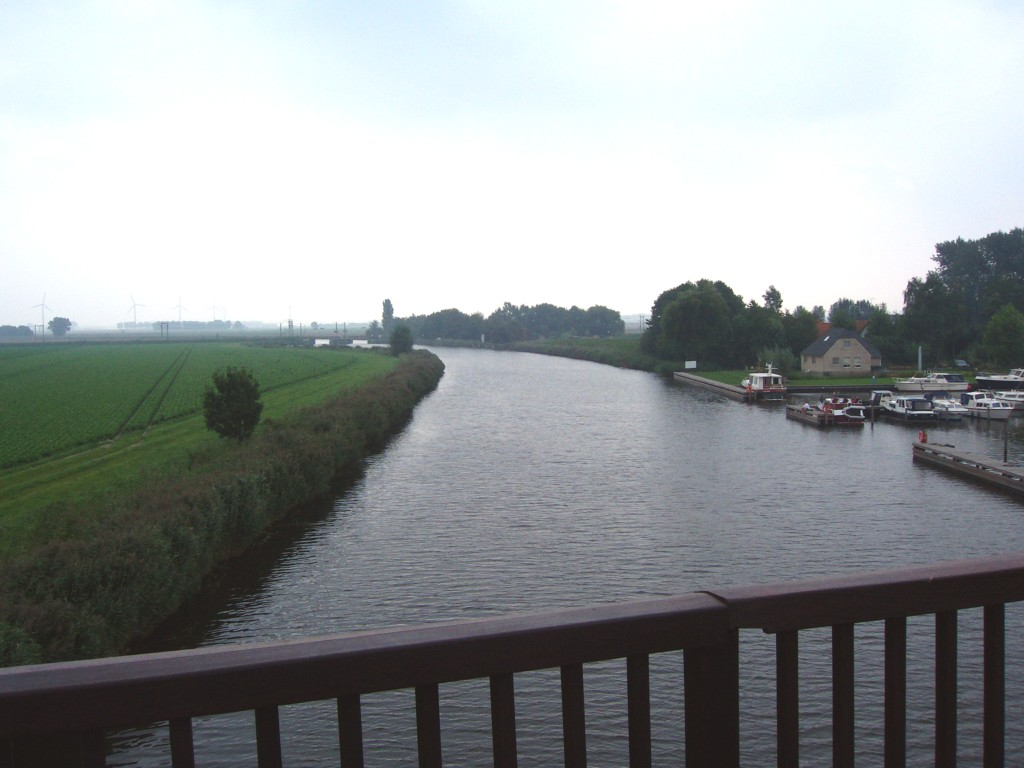
نهر مارك بالقرب من زيفنبيرخن

مارك هو نهر ببلجيكا وهولندا. ينشأ من شمال تورنهاوت، بلجيكا. يمر بهوخستراتن قبل عبور حدود هولندا. وفي وسط مدينة بريدا يتلقى رافده الرئيسي آ أوف ويريس. ويعرف نهرمارك باسم Dintel أسفل Oudenbosch. وينساب في (جزء من دلتا الراين - الماس - سخيلده) فولكراك في ستينبيرخن.